# ピエール・アンドレ・ラトレイユ

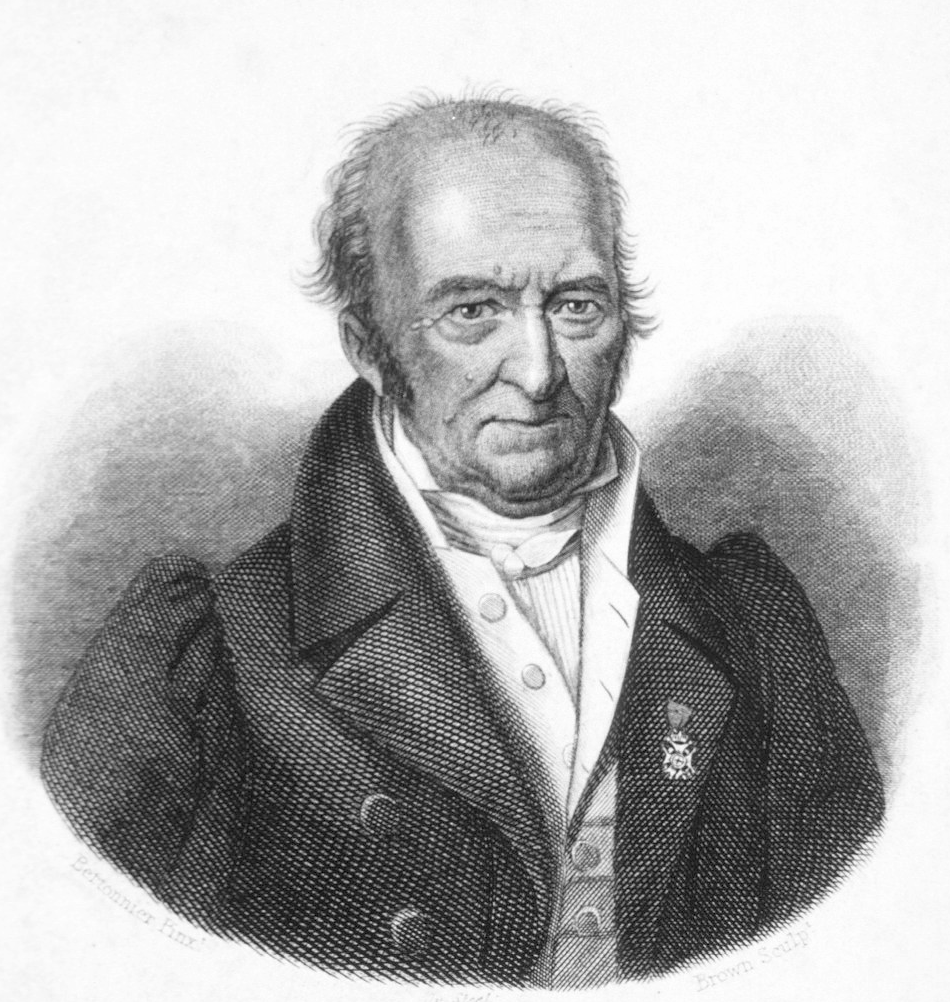
Pierre André Latreille

ピエール・アンドレ・ラトレイユ（Pierre André Latreille、1762年11月20日 - 1833年2月6日）は、フランスの昆虫学者である。

## 生涯
ブリーヴ＝ラ＝ガイヤルドで生まれた。Jean Joseph Sahuguet d'Amarzit (1713-1783)の非嫡出子で母親は知られていない。鉱物学者のアユイ神父（Abbé Haüy）の養子となった。ブリーヴとパリで神父になる教育を受け、1780年にリモージュの神学校に入り、1786年にブリーブの助祭となるが昆虫学に熱中した。1788年に再びパリに出て、アリやハチに関する論文を書き、科学者たちに注目されることとなった。フランス革命がおこり、カトリック教会への弾圧が始まると、パリを追放され、ボルドーで収監されるが、博物学者で軍人のジャン・バティスト・ボリ・ド・サン＝ヴァンサンらによって解放された。1796年に昆虫の種に関する著書"Précis des caractères génériques des insectes, disposes dans un ordre naturel"を出版した。1798年に、新たに設立された自然史博物館の昆虫標本を分類する仕事に任命され、1814年に、フランス科学アカデミーの会員に選ばれた。1821年には、レジオンドヌール勲章を受けた。
アルフォールの獣医学校で動物学の教授を務め、ラマルクが没した後に、自然史博物館の動物学の部門が細分化された後、ラトレイユは甲殻類、クモや昆虫の分野の教授に任命された。1832年にパリにフランス昆虫学会（Société entomologique de France）を設立し、没するまで会長職を務めた。
生涯を通じて著作を続け、近代的な昆虫学の創始者の一人になった。新種の昆虫を記載するだけでなく、分類し、新しい属や科を導入した。
ミズヒキガニ科(Latreillia)など多くの生物の学名に献名されている。

## 著書
- Latreille, P.A.: Précis des caractères génériques des insectes disposés dans un ordre naturel (1796).
- Latreille, P.A.: Histoire naturelle des reptiles (4 volumes, 1801) シャルル＝ニコラ＝シジスベール・ソンニーニ・ド・マノンクール（Charles-Nicolas-Sigisbert Sonnini Manoncourt (1751-1812)） と共著。ビュフォンの『博物誌』(ソンニーニ版)の一部として出版された。
- Latreille, P.A.: Histoire naturelle générale et particulière des crustacés et insectes (14 volumes, 1802-1805ビュフォンの『博物誌』(ソンニーニ版)の一部として出版された。
- Latreille, P.A.: Genera crustaceorum et insectorum, secundum ordinem naturalem et familias disposita (4 volumes, 1806-1807).
- Latreille, P.A.: Considérations sur l'ordre naturel des animaux composant les classes des crustacés, des arachnides, et des insectes (1810).
- Latreille, P.A.: Familles naturelles du règne animal, exposés succinctement et dans un ordre analytique (1825).
- Latreille, P.A.: Cours d'entomologie (seul le premier volume paraît, 1831)